# Henry (cráter lunar Apolo)

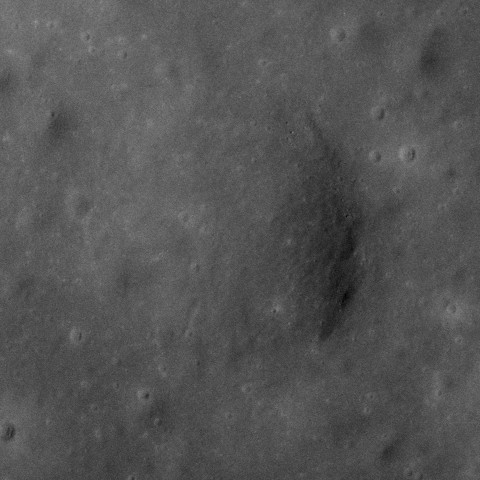
Imagen de la cámara panorámica del Apolo 17

Henry es el nombre oficioso de un cráter de la cara visible de la luna, localizado en el valle Taurus-Littrow, al pie de Sculptured Hills. Los astronautas Eugene Cernan y Harrison Schmitt alunizaron al suroeste de este cráter en 1972, en el transcurso de la misión Apolo 17. 
|  |

Henry se halla al noroeste de Shakespeare y de Van Serg, y al oeste de Cochise. La Estación Geológica 6 de la misión Apolo 17 se localiza al norte del cráter.
El nombre del cráter es informal y no ha sido reconocido por la Unión Astronómica Internacional (UAI), a pesar de que casi todas las otras denominaciones dentro del valle Taurus-Littrow utilizadas por los astronautas sí que lo han sido.  Posiblemente esto se haya debido a que la UAI ya había reconocido un cráter con el nombre de Henry. El cráter fue bautizado Henry por los astronautas conmemorando al príncipe portugués Enrique el Navegante.